# Тишовка (река)
Тишовка — река в Берестовецком районе Гродненской области Белоруссии. Правый приток Свислочи (бассейн Немана). Длина реки составляет 7 км.
Тишовка берёт начало в 1,7 км к северо-востоку от села Тетеревка. Течёт главным образом в юго-западном направлении, пересекает автодорогу А-237. В 1,1 км к западу от села Минчики впадает в реку Свислочь, левый приток реки Немана.